# ゲームの達人
『ゲームの達人』（ゲームのたつじん、原題：Master of the Game）は、1982年に発表されたシドニィ・シェルダン原作の小説。また、それを原作としたテレビドラマ、映画。
シェルダンはこの作品を以って売れっ子作家の仲間入りを果たした。4部構成になっている。

## ストーリー
巨大複合企業『クルーガー・ブレンド』の老女社長、ケイト・ブラックウェルは90歳の誕生日の日、自らの死期を悟り、自らと自らの一族の奇妙な運命に思いを馳せる。「ビジネスはゲームだ。生き残るためには『ゲームの達人』にならなければならない」。果たして彼女は『ゲームの達人』であったのか……？　物語は南アフリカ、ダイヤモンド・ラッシュの時代から始まる。

### 序盤 「復讐編」
1880年代、スコットランド出身の16歳の青年・ジェミー・マクレガーは、アフリカでダイヤモンドが発見されたニュースを聞いて、イギリスの片田舎を出て南アフリカまで行ってダイアモンドを掘り当てる。しかし、オランダ人詐欺師サラマン・バンダミヤに騙されて、全てを失ってしまう。
そんなジェミーを救ってくれた黒人バンダと共に、2人は力を合わせて、サラマンの所有しているナミビアの鉱床からダイヤモンド原石を大量に盗む。そのダイヤを元手にジェミーは投資家になり、偽名を使ってサラマンに近付き、サラマンの娘のマーガレット・バンダミヤを妊娠させ、裏で手を回してサラマンを破産させる。一方、マーガレットはジェミーを本気で好きになり、結婚し、長男を夫と同じ名のジェミーとし、長女ケイトを出産する。
ジェミーはそのダイヤモンドを元手に会社を設立し、同業他社を買収して成長させていき、不動産や鉄道などさまざまな分野にも拡大して行く。当初、マーガレットの産んだ息子のことをジェミーは無視していたが、自分の作った会社には後継者が必要なことに気づき、息子を引き取るために、マーガレットと結婚する。
ところが鉱山で暴動が起こり、息子が誘拐されて殺害され、そのショックでジェミーは廃人同然となり、やがて亡くなってしまう。残されたマーガレットは、娘ケイトを生きる喜びとしながら、ボーア戦争の終結を経て、亡き夫の片腕であるデビッド・ブラックウェルと共にさらに会社を成長させていく。

### 中盤 「野望編」
ジェミーの娘のケイトは頭脳明晰だが、じゃじゃ馬で気が強く度々母マーガレットを困らせていた。そして、いつかデビッドと結婚して、２人で会社を経営することを夢見ていた。ビジネススクールを卒業したケイトは、社長に就任したある日、突然デビッドから「別の女性と結婚するため会社を辞める」と告げられる。デビッドを失いたくないケイトは、策略を巡らしてデビッドと結婚、ケイト・ブラックウェルとなる。それ以降もケイトは、会社を世界的な大企業に発展させていく。
ケイトは長男トニーを出産する。トニーは優しい子だったが、母の期待を一心に背負うあまり精神的にまいってしまい、母なしの人生を生きようと画家を志す。ケイトの夫であるデビッドは、現場の落盤事故で死亡してしまう。ケイトはゆくゆく長男に自分の会社を継いでもらうために、ドミニクというモデル美女と恋をさせたり、フランス留学をしていたトニーの個展で批評家によって才能をけなさせるなどして、画家の道をあきらめさせる。
母の元で働きだしたトニーだったが、数年後にあることがきっかけで母の仕打ちを知り、距離を置くようになる。だが、ケイトはビジネスの駒として、また次期後継者としてトニーを手放そうとせず、会社の事業拡大のために利用され、ケイトが決めた女性マリアンヌをさも偶然を装わせ、結婚にこぎつけさせる。しかし、マリアンヌは「双子の姉妹」を出産後に亡くなってしまう。
自分の人生を弄ぶ母ケイトに対して憎しみの念を抱くトニーは、精神を喪失してしまい、母ケイトを銃で殺そうとして病院に閉じ込められる。ケイトは何とか重症から立ち直ったが、トニーはロボトミー手術によって変わり果ててしまい永久に精神病院から出られず、ケイトと孫の双子の姉妹だけが実質の会社や資産を相続することとなった。

### 終盤 「栄光編」
双子の姉のイブは強欲でわがままで、関心を独占したい祖母ケイトの前では猫を被っていた。やがて成長したイブは、おとなしい妹のアレクサンドラがいなければ「祖母からの愛と全財産が自分のものとなる」ことを知って、妹の殺害を企てるようになる。
イブは無類の男好きで、学生時代学校の男子の半数と関係を持っており、あまりの乱れた生活ぶりに退学となってしまう。それをすべて妹のせいにしていたが、ある日とうとうケイトの知るところとなる。激怒してイブを勘当したケイトは、二度とブラックウェル家に近づかないように宣言する。それを聞いたイブは激怒して、憎い祖母と妹に復讐することを誓う。
危険な男ジョージ・マルスと旅先で知り合ったイブは、彼にアレクサンドラを誘惑させて結婚させ、ケイトとアレクサンドラを殺害し、相続権を奪う計画を立てて実行に移そうとする。ところが、殺害実行直前になって「ケイトが勘違いからイブを許す」こととなり、逆にジョージが邪魔になり、イブがジョージを殺害する。
殺害時にジョージからの殴打によって著しく顔面を傷つけられたイブは、天才外科医キースによって奇跡的な整形手術を施される。きれいに元に戻った顔でいつものように男遊びにふけりながら、ケイトとアレクサンドラの殺害計画を考えていた。しかし、キースの独占欲のために、イブの顔は醜く整形されなおされてしまう。さえないキースを嫌っていたイブだが、逆にキースがいないと顔を治してもらえないために、従順な妻とならざるを得なくなってしまう。

### ラスト
ケイトは、最後に残された曾孫である「アレクサンドラの息子」を会社の後継者にしようとするが、その曾孫は「音楽家になりたい」と言って断ってしまう……。
まだまだ商才は衰えない『ゲームの達人』である、ケイトの「90歳の誕生会」が盛大に開かれたところで、物語は終わりを告げる。

## 登場人物（小説版）
ケイト・ブラックウェル
巨大コングロマリット『クルーガー・ブレント』の女社長。旧姓：マクレガー。ジェミー・マクレガーとマーガレット（サラマン・バンダミヤの娘）の長女。
恵まれた容姿と並外れた賢さ、そして何より常軌を逸した意志の強さを併せ持つ。
ジェイミー・マクレガー
『クルーガー・ブレンド』の初代社長。後にマーガレットとの間にジェミー（Jr.）、ケイトを授かる。
イギリスの片田舎から、一攫千金を夢見て南アフリカにやってきた、意志が強く、勇敢だが純朴な青年。
デビッド・ブラックウェル
『クルーガー・ブレント』初代社長の絶大な信頼を受ける有能な青年。のちに、ケイトと結婚する。
トニー・ブラックウェル
ケイトとデビッドとの息子。
穏やかで芸術を好むどちらかと言えば朴訥な青年。ケイトの庇護と意志により自分の描くものとは違う人生を築かされ、のちに精神崩壊への道を辿ることになる。
イブ・ブラックウェル
並外れた美貌を持つ、ケイトの二人の孫娘で、トニーの双子の長女。アレクサンドラとは一卵性双生児の姉妹。
アレクサンドラ・ブラックウェル
並外れた美貌を持つ、ケイトの二人の孫娘で、トニーの双子の次女。イブとは一卵性双生児の姉妹。

## テレビドラマ『MASTER OF THE GAME』（1984年版）
- アメリカでテレビドラマとして65億円の製作費を投じて制作され、全米200局以上で放映された。
- 復讐編／野望編／栄光編の三部作であり、合計435分の大作であった。
- 日本でも1988年4月1日からテレビ朝日で放映された。

### キャスト
- ケイト：ダイアン・キャノン（寺田路恵）
- トニー：ハリー・ハムリン（堀勝之祐）
- ジェミー：イアン・チャールソン（中田浩二）
- ブラッド：クリフ・デ・ヤング（中江真司）
- サラマン：ドナルド・プレザンス（田中康郎）
- デヴィッド・ブラックウェル：デヴィッド・バーニー
- ドミニク：マリアム・ダボ
- イヴ/アレクサンドラ：リアンヌ・ラングランド
- レスリー・キャロン
- マギー：シェリー・ルンギ（勝生真沙子）
- ジーン・マーシュ

### スタッフ
- 監督：ケヴィン・コナー/ハーヴェイ・ハート
- 製作：ノーマン・ローズモント
- 脚本：ジョン・ネイション/ポール・ユーリック/アルヴィン・ボレッツ
- 撮影：アーサー・イベットソン/ロニー・テイラー/ジョン・コキロン
- 音楽：アレン・ファーガソン

## ゲーム

### ゲームの達人
PlayStation版 1995年4月28日発売、SEGA SATURN版 1995年6月9日。サンソフトから発売されたテーブルゲーム。
「将棋」「麻雀」「連珠」「プレイス」の4種類のゲームを1本に収録したもの。3種類のプレイモードがあり、人間やコンピュータと対戦する「フリー対戦モード」、各ゲームの達人を目指す「修行モード」、世界各国にいる21人のキャラクターを相手にプレイヤーが選択した任意のゲームで対戦する「ワールドモード」がプレイできる。難易度設定の他、磐や駒、牌のグラフィックの変更が可能。

## 日本のテレビドラマ（2000年）
1999年6月24日から7月8日までNHK衛星第二テレビジョンの「衛星ドラマ劇場」、2000年3月28日から5月2日までNHK総合テレビジョンの「ドラマDモード」で放送された。
原作では南アフリカであった舞台を戦時中の満州に置き換え、登場人物は白人を日本人、黒人を中国人に置き換えて描かれている。

### 登場人物
- 篠原蛍子/篠原花/篠原雪（演：中谷美紀）
- 篠原蛍子（演：松坂慶子）
- 是方純平（演：根津甚八）
- 篠原鞠（演：大谷直子）
- （演：田口浩正）
- （演：徳井優）
- （演：螢雪次朗）
- 山崎（演：筧利夫）
- 医者（演：山城新伍）
- 辺見（演：石橋蓮司）
- 海野（演：村田雄浩）
- 透（演：山本耕史）
- 安奈（演：細川直美）
- （演：水島かおり）
- 久美（演：夏生ゆうな）
- （演：野添義弘）
- （演：稲田千花）
- （演：永田耕一）
- （演：阿部六郎）
- （演：若尾義昭）
- （演：阿部朋子）
- （演：弘中麻紀）
- （演：飛田幸子）
- （演：鬼塚啓之進）
- （演：浜田学）

### スタッフ
- 脚本 - 西岡琢也[2][3]、小田切正明[3]
- 演出 - 小田切正明
- 制作統括 - 吉川幸司[3]、二瓶互[3]、近藤晋
- 制作 - NHK